# Richard von Sturmer
Richard von Sturmer (geb. 1957) ist ein Dichter, bildender Künstler, Bühnenschriftsteller, Filmemacher und Musiker aus Neuseeland. Er wurde im Aucklander Stadtteil Devonport geboren.
Seine Gedichte und Prosa erschienen in renommierten Literaturzeitschriften wie dem The New Zealand Listener, brief, Landfall, Sport, and Zen Bow.

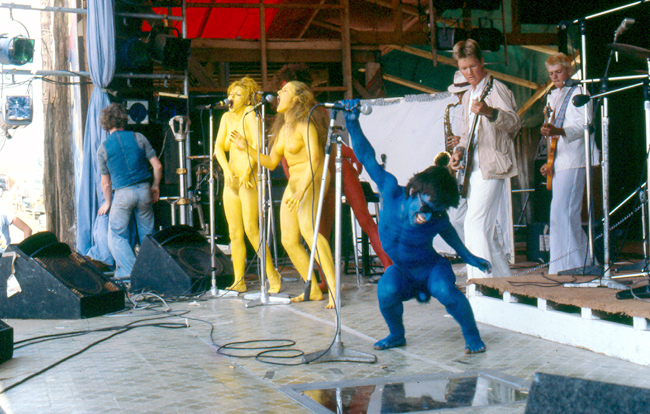
The Plague bei ihrem Auftritt auf dem Nambassa Music Festival 1979 (Richard von Sturmer im Vordergrund in blauer Körperbemalung)

Von Sturmer war Frontmann der neuseeländischen Punkrock Gruppe The Plague, und später bei den Bands The Humanimals, und Avant Garage, und er schrieb den Text zu Blam Blam Blams anti-Robert Muldoon Lied „There Is No Depression In New Zealand“, das in alternativen Szenen in Neuseeland als eine Art Alternative ('classic alternative national anthem') zur neuseeländischen Nationalhymne gespielt wurde. The Plague sind nicht zuletzt durch einen Auftritt im Jahr 1979 auf dem Nambassa Music Festival bekannt geworden, auf dem vier Bandmitglieder (einschließlich von Sturmer) nackt und nur mit Körperbemalung auf der Bühne erschienen.
Richard von Sturmer ist heute Zen-Buddhist. Er studierte und arbeitete 10 Jahre lang am Rochester Zen Center in New York. Ein großer Teil seiner schriftstellerischen und dichterischen Arbeit ist von Ideen und Praktiken des Zen-Buddhismus beeinflusst.
Seit 2014 hat von Sturmer mit dem Filmemacher Gabriel White als Duo The Floral Clocks zusammengearbeitet, von Sturmer schrieb die Songtexte, White die Musik. Die Lieder ihrer Zusammenarbeit erschienen als Album unter dem Titel Desert Fire. Ein weiteres Album, A Beautiful Shade of Blue erschien 2017, und ein drittes, Gas Giant, kam 2019 heraus.

## Werke
Von Sturmer hat folgende Bühnenstücke und Drehbücher produziert:
- 1976: Circadian Rhythms (Regisseur David Blythe)
- 1980: The Green Lion
- 1981: The Search for Otto

Von Sturmer veröffentlichte Anthologien und Textsammlungen, von denen die meisten Gedichte und Kurzprosa enthalten, und von denen einige mit Fotografien bebildert sind.
- 1988: We Xerox Your Zebras
- 1991: A Network of Dissolving Threads
- 1998: Images From The Center (mit dem Fotografen Joseph Sorrentino)
- 2005: Suchness: Zen Poetry and Prose
- 2009: On the Eve of Never Departing
- 2011: The Book of Equanimity Verses
- 2016: This Explains Everything (autobiographisch)

## Ausstellungen
Als bildender Künstler hatte von Sturmer folgende Ausstellungen:
- 1987: The Search for Otto in “Recent New Zealand Films”, Japan
- 1990: The Search for Otto in “Images in Motion”, New Plymouth
- 2007: 24 Tanka Films, Wellington, New Zealand Film Institute
- 2010: Rubble Emits Light, Auckland. (Retrospektive)
- 2011: The Stone Age Dream of Headstones, Auckland (Gruppenausstellung)